# 烏爾庫帕塔山
11°37′09″S 76°18′28″W / 11.61917°S 76.30778°W
烏爾庫帕塔山（Ukrupata），是秘魯的山峰，位於該國中南部利馬大區，由奇克拉區和卡蘭波馬區負責管轄，屬於安地斯山脈的一部分，海拔高度5,300米。